# Dietmar Jerke
Dietmar Jerke es un deportista de la RDA que compitió en bobsleigh en las modalidades doble y cuádruple.
Ganó dos medallas en el Campeonato Mundial de Bobsleigh, plata en 1985 y bronce en 1983, y cuatro medallas en el Campeonato Europeo de Bobsleigh entre los años 1981 y 1984.

## Palmarés internacional
| Campeonato Mundial | Campeonato Mundial           | Campeonato Mundial | Campeonato Mundial |
| Año                | Lugar                        | Medalla            | Prueba             |
| ------------------ | ---------------------------- | ------------------ | ------------------ |
| 1983               | Lake Placid (Estados Unidos) | Medalla de bronce  | Cuádruple          |
| 1985               | Cervinia (Italia)            | Medalla de plata   | Cuádruple          |
| Campeonato Europeo |                              |                    |                    |
| Año                | Lugar                        | Medalla            | Prueba             |
| 1981               | Igls (Austria)               | Medalla de plata   | Cuádruple          |
| 1982               | Cortina d'Ampezzo (Italia)   | Medalla de plata   | Cuádruple          |
| 1984               | Igls (Austria)               | Medalla de plata   | Doble              |
| 1984               | Igls (Austria)               | Medalla de plata   | Cuádruple          |